# São Sebastião do Tocantins
São Sebastião do Tocantins est une municipalité brésilienne située dans l'État du Tocantins.